# Corpo Italiano di San Lazzaro
Il Corpo Italiano di San Lazzaro (in acronimo CSLI Italia) è un'organizzazione di volontariato con finalità di assistenza e supporto sociale, protezione civile, tutela e valorizzazione dei beni paesaggistici e culturali. L'Associazione, che ha diverse sedi in Italia, è la componente nazionale della Lazarus Union.

## Storia
Il 1 marzo 2009 si costituisce il Corps Saint Lazarus International (CSLI) Italia, ramo diretto della Lazarus Union e ad essa organicamente connessa. I primi anni di vita dell'Associazione sono caratterizzati principalmente da attività di volontariato nelle scuole e nelle università nelle quali i volontari hanno portato diversi progetti delle Nazioni Unite per sensibilizzare e formare su temi quali i diritti umani, questioni di genere, integrazione, riduzione dei disastri.
Nel 2016 vi è la principale riforma dell'Associazione che ha trasformato il CSLI Italia in Corpo Italiano di San Lazzaro. Una importante operazione di riorganizzazione e rebranding che ha gettato le basi per lo sviluppo nazionale dell'Associazione e per la sua affermazione nel panorama del terzo settore italiano. Quell'anno si avviano anche varie attività operative di protezione civile in collaborazione con enti comunali e regionali in Campania.
Grazie alla riorganizzazione del Corpo, che ha trasformato l'Associazione in una realtà con dimensione più nazionale, nel 2017 si costituisce formalmente a Livorno il primo Gruppo al di fuori di Napoli, che verrà inaugurato a novembre dello stesso anno. Seguirà il Gruppo Pozzuoli, nato da una collaborazione tra il Corpo ed il Comune nel periodo tra il 2018 ed il 2020. Nel 2019 si inaugura il Gruppo Roma, garantendo così una presenza del Corpo nella Capitale e nella regione Lazio, che si amplia ulteriormente coprendo anche Viterbo dal 2024. Si sviluppa così anche un ulteriore ramo di specializzazione dell'Associazione per la tutela degli itinerari storici e paesaggistici. Nel 2020 si costituisce il Gruppo Cagliari. Nel 2021 nascono le prime delegazioni a Milano e Santa Sofia (AR) seguite l'anno successivo da Bologna.
Il 20 agosto 2021, recependo le necessità poste in essere dalla riforma del Terzo Settore e dalla crescita del Corpo, si costituisce con nuova modalità organizzativa l'Associazione nazionale che vede il graduale passaggio ad una struttura formalmente più inclusiva e territorialmente articolata a scala nazionale.

## Attività
Il 13 ottobre 2016 si è tenuta a Napoli la prima edizione della GIRD - Giornata Internazionale per la Riduzione dei Disastri , primo e principale evento nazionale legato alla giornata internazionale indetta dalle Nazioni Unite, ideata a promossa in Italia dal Segretario Generale del Corpo Alexander Virgili, presso la sede della LIDU di Napoli, da allora appuntamento annuale. Tale evento ha preceduto di alcuni anni quella la Settimana Nazionale della Protezione Civile, nata nel 2019 e curata dal Dipartimento della Protezione Civile.
Il Corpo Italiano di San Lazzaro è attivamente coinvolto nella valorizzazione e gestione della Romea Strata in vista del Giubileo del 2025. In particolare, l'associazione si occupa del mantenimento e dell'organizzazione dei percorsi che attraversano le regioni italiane, come Toscana e Lazio, promuovendo un cammino di fede e cultura che collega l'Europa a Roma. Il lavoro del Corpo contribuisce a rendere accessibili e sicure le tappe italiane della Romea Strata, itinerario storico-religioso che accompagna i pellegrini fino alla Porta Santa della Basilica di San Pietro. L'associazione si impegna inoltre nella sensibilizzazione e promozione del patrimonio naturalistico e culturale del cammino, in collaborazione con istituzioni locali e comunità religiose.

## Organizzazione
La struttura organizzativa delineata nel 2016 prevedeva un'associazione capofila in rappresentanza della Lazarus Union in Italia con il ruolo di coordinamento nazionale. Con il nuovo statuto del 2021, la struttura comprende un Comando Nazionale, i Distretti (a livello macroregione) e i Gruppi (a livello locale).
I Gruppi hanno il compito di promozione e svolgimento delle attività del Corpo nel territorio di competenza. Essi possono essere composti da ulteriori distaccamenti sul territorio, chiamati "Nuclei", subordinate ai Gruppi di appartenenza.

### Ambasciatori CSLI
Il Corpo Italiano di San Lazzaro si avvale della collaborazione di persone selezionate che per la loro esperienza professionale o personale si trovano in linea con i principi e gli obiettivi dell'associazione. Gli Ambasciatori CSLI sono disposti a donare parte del proprio tempo per coinvolgere l'opinione pubblica sui temi della prevenzione e della tutela ambientale, culturale e sociale, aiutando la mobilitazione di risorse e facilitando la creazione di partnership a beneficio della comunità. Tra gli ambasciatori del Corpo si menzionano gli atleti paralimpici Andrea Devicenzi e Vicenzo Boni e l'attivista Andrea Grieco.